# Departament Intendentury Ministerstwa Spraw Wojskowych
Departament Intendentury Ministerstwa Spraw Wojskowych (Dep. Int. MSWojsk.) – jednostka organizacyjna Ministerstwa Spraw Wojskowych  w II Rzeczypospolitej.
Departament Intendentury zajmował się zaopatrzeniem w żywność, umundurowaniem oraz kwaterunkiem, a także rozliczaniem kosztów transportu i zaopatrzeniem emerytalnym. 

## Formowanie i zmiany organizacyjne
W październiku 1918 w ramach Ministerstwa Spraw Wojskowych utworzono Sekcję Gospodarczą kierowaną przez pułkownika Jana Zavřela. W grudniu składała się ona z sekcji: poborowej, żywnościowej,kwaterunkowej, mundurowej, budżetowej i taborowej. 10 stycznia 1919 zarządzono restrukturyzację. Departament Gospodarczy. składał się wówczas z sekcji: poborów i należności, żywnościowej, budżetowej, taborowej, kwaterunkowej, emerytur, zaopatrzenia oraz Rady Emerytalnej, Głównej Kasy Wojskowej, Komisji Kasowej MSWojsk. i kancelarii. W ciągu roku następowały dalsze zmiany organizacyjne .

## Struktura organizacyjna
Skład Departamentu VII Gospodarczego 20 lutego 1920
- sekcja organizacyjna
- sekcja umundurowania
- sekcja żywnościowa
- sekcja należności pieniężnych
- sekcja zaopatrzenia rodzin wojskowych i emerytów
- sekcja wojenno-likwidacyjna[b]
- kancelaria

Skład Departamentu VII Intendentury 22 sierpnia 1921
- Wydział I Ogólno-Organizacyjny
- Wydział II Żywnościowy
- Wydział III Mundurowy
- Wydział IV Uposażenia
- komisja żywnościowa
- komisja mundurowa
- komisja kancelaria

Skład Departamentu Intendentury w sierpniu 1939
- Wydział Ogólny
- Wydział Żywnościowy
- Wydział Mundurowy
- Wydział Uposażenia
- Wydział Kwaterunkowy
- Wydział Budżetowo-Rachunkowy
- Wydział Emerytalny

## Obsada personalna departamentu
Szefowie departamentu
- mjr int. Roman Górecki
- płk / gen. ppor. int. Jan Zavřel
- płk int. Jan Huber
- ppłk / płk Aleksander Litwinowicz
- gen. bryg. Mieczysław Norwid-Neugebauer (10 XII 1923 – X 1925)
- płk SG Jerzy Wołkowicki (X 1925 – )
- płk Jan Koźmiński (-1928)[7]
- płk / gen. bryg. Karol Masny (XII 1927 – VIII 1939[7])
- płk dr Karol Rudolf (IX 1939)

Pokojowa obsada personalna departamentu w marcu 1939 roku
- szef departamentu – gen. bryg. Karol Masny
- I zastępca szefa departamentu – płk int. z wsw[10] dr Karol Rudolf
- II zastępca szefa departamentu – płk int. z wsw Ignacy Witek
- szef Wydziału Ogólnego – ppłk int. z wsw Adam Leon Ciepiela
- kierownik referatu organizacyjnego – mjr inż. Jan Alfons Krzyściak
- kierownik referatu wyszkolenia – mjr Dobrzański Włodzimierz Seweryn
- kierownik referatu zasobów materiałowych – mjr Skwara Józef Adam
- referent – kpt. Perz Stanisław
- referent [dubler] – kpt. Rcichert Jan Michał
- referent [dubler] – kpt. Bański Damazy
- kierownik referatu instrukcji i tabel należności – kpt. Zaremba Stefan
- szef Wydziału Żywnościowego – ppłk Burnagel Stanisław Michał
- kierownik referatu zaopatrzenia – mjr Procner Józef Wincenty
- kierownik referatu zasobów żywnościowych – kpt. Adam Marian Jaros[11]
- szef Wydziału Mundurowego – ppłk Jan Franciszek Zych
- kierownik referatu administracyjnego – kpt. Ferszt Mieczysław
- kierownik referatu administracyjnego [dubler] – kpt. Klepacki Jan
- kierownik referatu zaopatrzenia – mjr Stolarski Eugeniusz Mieczysław
- kierownik referatu zaopatrzenia [dubler] – kpt. Lorincz-Miller Józef Stanisław
- kierownik referatu zasobów mundurowych – kpt. Nowicki Stefan
- kierownik referatu zasobów mundurowych [dubler] – kpt. Walkowiak Walenty
- szef Wydziału Kwaterunkowego – ppłk Stanisław Czerny
- kierownik referatu administracyjnego – mjr int. z wsw Jan Sochacki[d]
- kierownik referatu zaopatrzenia – mjr int. z wsw Jerzy Hojarczyk
- kierownik referatu ryczałtów – mjr int. z wsw Roman Lizak[e]
- kierownik referatu zasobów kwaterunkowych – mjr Leopold Kazimierz Reiss
- szef Wydziału Uposażeń – ppłk Pachel Stanisław
- kierownik referatu uposażeń – kpt. Zborowski Paweł Tadeusz
- referent – chor. Jasiński Jan
- kierownik referatu transportów – kpt. Jan Neugebauer
- szef Wydziału Budżetowo-Rachunkowego –  mjr dr Dąbrowski Tadeusz Emil
- kierownik referatu budżetowego – mjr Podsiadło Piotr
- kierownik referatu kredytów – kpt. int. Marian Aleksander Timme †1940 Charków[14]
- kierownik referatu cenzury –  mjr Selwa Kazimierz Stanisław
- referent – mjr kontr. Kutateladze Bidzina
- referent [dubler] – kpt. Kurowski Feliks
- szef Wydziału Emerytalnego[f] – ppłk Berger Tadeusz Józef
- kierownik referatu zaopatrzenia emerytalnego oficerów – kpt. Karasiński Stanisław I
- kierownik referatu – kpt. Szymański Sergiusz Józef Daniel
- referent – kpt. Pikoń Stanisław
- delegat do Biura Aprowizacji Ministerstwa Rolnictwa i Reform Rolnych – mjr Kołodkiewicz Wacław